# Ramphocelus passerinii
La tangara terciopelo (Ramphocelus passerinii), también denominada tángara rabirroja (en Nicaragua), tangara de Passerini (en Costa Rica), tangara lomiescarlata (en Panamá y Costa Rica), tangara rabadilla roja (en México) o sangre de toro terciopelo, es una especie de ave paseriforme de la familia Thraupidae, perteneciente al  género Ramphocelus. Es nativa del sur de México y América Central. 

## Distribución y hábitat
Se distribuye por la pendiente caribeña desde el sureste de México, por Belice, Guatemala, Honduras, Nicaragua, Costa Rica, hasta el oeste de Panamá, y por la pendiente del Pacífico del sur de Costa Rica y oeste de Panamá.
Esta especie es considerada común en sus hábitats naturales: las clareras arbustivas, borde de bosques y jardines, principalmente por debajo de los 1000 m de altitud.

## Descripción
Mide en promedio 16 cm de longitud cuando son adultas. Los machos son de plumaje principalmente negro, en contraste con el rojo de la parte baja de la espalda, el obispillo y plumas coberteras superiores de la cola. Sus ojos son rojos. El plumaje de la hembra es pardo oliváceo, más claro y tendiente a dorado en el obispillo y pecho. Los inmaduros son similares a las hembras. El pico de ambos sexos es grueso, de color gris azulado, y las patas son negras.

## Sistemática

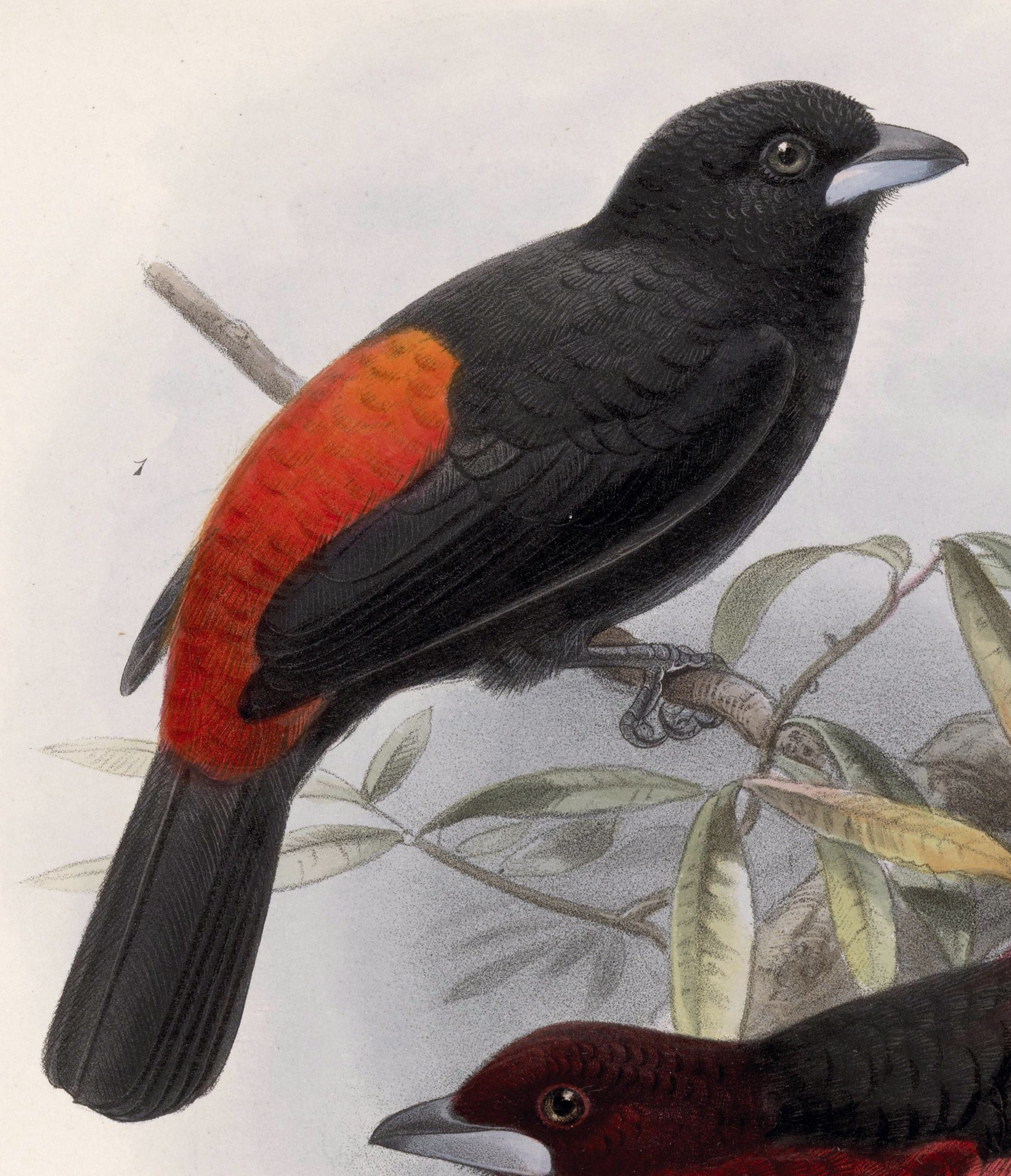
Ramphocoelus passerinii = Ramphocelus passerinii, ilustración de Keulemans en Biologia Centrali-Americana, 1902.

### Descripción original
La especie R. passerinii fue descrita por primera vez por el naturalista francés Charles Lucien Bonaparte en 1831 bajo el mismo nombre científico; su localidad tipo es: «Cuba; error = Guatemala».

### Etimología
El nombre genérico masculino «Ramphocelus» se compone de las palabras del griego «rhamphos»: pico, y «koilos»: cóncavo; significando «de pico cóncavo»; y el nombre de la especie «passerinii», conmemora al naturalista y colector italiano Carlo Passerini (1793–1857).

### Taxonomía
Las poblaciones de la vertiente pacífica de Costa Rica y Panamá eran catalogadas en el pasado como una especie separada, R. costaricensis, la tangara costarricense o tangara de Cherrie, pero en la actualidad diversos autores y clasificaciones la consideran una subespecie de la presente, R. p. costaricensis. Estas poblaciones localizadas se distinguen del resto porque el macho puede tener un plumaje rojo menos intenso, y la hembra tiene naranja en el pecho y el obispillo. Físicamente son muy parecidas y fácilmente confundibles con las poblaciones de la vertiente del Mar Caribe, pero no comparten la misma zona geográfica. Las clasificaciones Birdlife International (BLI) y Aves del Mundo (HBW) continúan a tratarla como una especie separada.
Los amplios estudios filogenéticos recientes de Burns et al. (2014) demuestran que la presente especie (incluyendo R. costaricensis) es hermana de Ramphocelus flammigerus (incluyendo R. icteronotus).

### Subespecies
Según las clasificaciones del Congreso Ornitológico Internacional (IOC) y Clements Checklist/eBird v.2019 se reconocen dos subespecies, con su correspondiente distribución geográfica:
- Ramphocelus passerinii passerinii Bonaparte, 1831 – pendiente caribeña de Centroamérica, desde el sureste de México (sureste de Veracruz y noreste de Oaxaca) hasta el oeste de Panamá (Ngäbe-Buglé).
- Ramphocelus passerinii costaricensis Cherrie, 1891 – pendiente del Pacífico del sur de Costa Rica (Puntarenas) y oeste de Panamá.